# Onozalukhu
Onozalukhu is een bestuurslaag in het regentschap Nias Utara van de provincie Noord-Sumatra, Indonesië. Onozalukhu telt 570 inwoners (volkstelling 2010).